# Чернетовское сельское поселение
Черне́товское сельское поселение — муниципальное образование в западной части Брянского района Брянской области.
Центр — деревня Бетово.
Образовано в результате проведения муниципальной реформы в 2005 году, путём преобразования дореформенного Чернетовского сельсовета.

## Население
| 2010  | 2011  | 2012  | 2013  | 2014  | 2015  | 2016  | 2017  | 2018  |
| ----- | ----- | ----- | ----- | ----- | ----- | ----- | ----- | ----- |
| 1446  | ↗1448 | ↘1429 | ↘1417 | ↗1436 | ↘1427 | ↗1437 | ↗1450 | ↗1451 |
| 2019  | 2020  | 2021  |       |       |       |       |       |       |
| ↘1438 | ↘1416 | ↘1400 |       |       |       |       |       |       |

## Населённые пункты
| № | Населённый пункт | Тип     | Население |
| - | ---------------- | ------- | --------- |
| 1 | Бетово           | деревня | ↘556      |
| 2 | Большевик        | посёлок | ↗9        |
| 3 | Городец          | деревня | ↗253      |
| 4 | Госома           | село    | ↘315      |
| 5 | Смольянь         | деревня | ↘52       |
| 6 | Чемодурово       | деревня | →0        |
| 7 | Чернетово        | село    | ↘232      |
| 8 | Чернец           | посёлок | ↘0        |

## Известные уроженцы
- Жуков, Фёдор Никифорович (1902—19??) — советский военачальник, полковник. Родился в селе Чернетово.